# Sartor respectus
Sartor respectus es una especie de peces de la familia Anostomidae en el orden de los Characiformes.

## Alimentación
Come  algas, insectos y  esponjas. 

## Hábitat
Vive en zonas de clima tropical.

## Distribución geográfica
Se encuentran en Sudamérica:  cuenca del río Xingu en Brasil.